# Cyaniris armenta
Cyaniris armenta är en fjärilsart som beskrevs av Hans Fruhstorfer 1910. Cyaniris armenta ingår i släktet Cyaniris och familjen juvelvingar. Inga underarter finns listade i Catalogue of Life.